# Semper idem
Semper idem (в переводе с латыни — «всегда один и тот же», «всегда одно и то же», «всё то же») — латинская фраза, которая означает способность сохранять душевное спокойствие, не терять лица, оставаться самим собой, когда человек находится в разных жизненных ситуациях, несмотря на то, удачно они для него складываются или наоборот — неудачно. В русском языке есть аналог данной фразе: «В меру радуйся удаче, в меру в бедствиях горюй».
Выражение встречается у Цицерона: «Проявлять неумеренность, как в дни несчастий, так и в дни счастья — признак ничтожности. Самая прекрасная черта во всех случаях жизни — ровный характер, всегда одно и то же выражение лица».
О том, что греческий философ Сократ руководствовался в жизни именно таким принципом, Цицерон говорил следующее: «Никогда философ не меняется в лице — за то и бранила всегда Ксантиппа своего мужа Сократа, что он с каким видом уходил из дома, с таким и приходил. И понятно, что выражение лица его никогда не менялось: ведь дух его, отпечатлевшийся в лице, не знал изменений». Фраза была девизом кардинала Альфредо Оттавиани, известного своей строгостью и воплощением сильнейших традиций католической церкви .
Выражение иногда встречается в форме semper eadem — «всё то же», «всё так же», «всегда одно и то же» (или «всё та же»).

И разве я-то стал иной, чем прежде, как стихотворец, в «Факелах»?.. Поистине, я semper idem, хотя конечно, в силу закона «панта рей» и самоутверждения моей жизненности «к’аго рэ́о».
— Валерий Брюсов